# Féron et Vibert
Féron et Vibert (Féron et Vilbert laut einer Quelle) war ein französischer Hersteller von Automobilen.

## Unternehmensgeschichte
Das Unternehmen aus Soissons begann 1905 mit der Produktion von Automobilen. Der Markenname lautete Féron et Vibert. Etwa 1907 endete die Produktion.

## Fahrzeuge
Das Unternehmen stellte Tourenwagen her. Für den Antrieb sorgten Vierzylindermotoren. Der Motor des 15/18 CV hatte 2270 cm³ mit einer Bohrung von 85 mm und einem Hub von 100 mm. Der Ölinhalt des Motors betrug 4 Liter. Das Fahrzeug hatte ein Dreiganggetriebe. Bei 800/min Motorumdrehungen erreichte das Fahrzeug im 1. Gang eine Geschwindigkeit von 5,9 km/h im 2. Gang eine Geschwindigkeit 18,1 km/h und im 3. Gang eine Geschwindigkeit von 32,4 km/h. Die Motoren waren vorne im Fahrzeug montiert und trieben über eine Kardanwelle die Hinterachse an.